# Mareen von Römer
Mareen von Römer (* 26. März 1987 in Dresden als Mareen Apitz) ist eine ehemalige deutsche Volleyball-Nationalspielerin.

## Karriere
Die Eltern von Mareen von Römer waren Leistungssportler im Rudern. Sie begann ihre Laufbahn 1998 in ihrer Heimatstadt im Nachwuchs des Dresdner SC. 2005 wechselte sie zum VC Olympia Berlin. Ein Jahr später kehrte sie nach Dresden zurück. 2007 wurde sie erstmals deutsche Meisterin. 2010 gewann sie mit dem Verein den DVV-Pokal. Ihren größten internationalen Erfolg auf Vereinsebene errang von Römer ebenfalls 2010 mit dem Gewinn des Challenge Cup. 2013 stand sie im Finale um die deutsche Meisterschaft. 2014 gewann sie erneut den nationalen Titel. Anschließend wechselte die Zuspielerin zum französischen Meister RC Cannes, mit dem sie 2015 die französische Meisterschaft gewann. 2015/16 spielte von Römer in Aserbaidschan bei Azeryol Baku und wechselte anschließend wieder zurück zum DSC. Ihr Vertrag beim DSC galt zunächst bis 2018 und wurde im Mai 2018 bis 2020 verlängert. Sie absolvierte mehr als 400 Spiele für den DSC. Nach ihrem dritten DVV-Pokalsieg beendete von Römer im Mai 2020 ihre Profikarriere.

### Nationalmannschaft
In der Saison 2006/07 feierte sie ihr Debüt in der A-Nationalmannschaft unter dem neuen Bundestrainer Giovanni Guidetti. Mit der Juniorenauswahl hatte sie bei der Europameisterschaft 2004 den siebenten Platz belegt, ein Jahr zuvor mit der Jugend-Nationalmannschaft den fünften Platz. Im Sommer 2007 gewann sie mit der Frauen-Nationalmannschaft die europäische Grand-Prix-Qualifikation und belegte bei der Europameisterschaft in Belgien und Luxemburg den sechsten Platz. Bei der EM 2011 wurde sie Vize-Europameisterin. 2014 gewann sie mit der Nationalmannschaft das Turnier in Montreux. Anschließend belegte sie in der Europaliga Platz zwei und bei der Weltmeisterschaft in Italien Platz neun.

## Privates
Von Römer lebt in Dresden, ist Bankkauffrau und absolvierte ein Fernstudium für Eventmarketing. Im Juli 2018 heiratete sie ihren Lebensgefährten Mario von Römer.